# Jean-Baptiste Le Moyne de Bienville
Jean-Baptiste Le Moyne de Bienville (Montréal, 23 febbraio 1680 – Parigi, 7 marzo 1767) è stato un funzionario, esploratore e navigatore francese.

## Biografia
Figlio di Charles Le Moynes, governatore della Nuova Francia. Nel 1699, a 18 anni, al seguito del fratello maggiore Pierre, partecipò alla spedizione per esplorare la costa settentrionale del Golfo del Messico, dove si scoprirono alcune isole, prima di arrivare alle foci del fiume Mississippi. Vennero così costruiti i primi forti; Bienville venne allora designato dal fratello Iberville, prima che partisse per la Francia, Luogotenente e secondo in comando, dietro a Sauvolle de la Villantry, della colonia. Dopo la partenza del fratello, Bienville fece una spedizione sul fiume Mississippi, dove incontrò alcune navi inglesi. Dopo il ritorno dalla Francia di Iberville, ordinò al fratello minore di costruire un insediamento. Bienville ubbidì e fece innalzare Fort Boulaye.

### Governatore della Louisiana
Dopo la morte di Sauvolle, avvenuta nel 1701, Bienville divenne governatore per la prima volta della colonia.
Seguendo ancora i consigli di Iberville, Bienville fondò Fort Louis de la Mobile, nell'attuale stato dell'Alabama, ma le difficoltà non mancarono tanto che una decina di anni dopo decise di spostare l'insediamento. Nel 1716 fece costruire Fort Rosalie. Intanto si susseguivano i governatori della Louisiana, mandati dalla madrepatria. Nel 1716 divenne per la seconda volta governatore della colonia, per circa un anno. Il nuovo governatore mandato dalla Francia, Jean-Michel de Lepinay, restò per poco tempo, così già nel 1718 divenne ancora governatore.
Bienville nel 1718 trovò un posto dove costruire la capitale della colonia. Ordinò ad Adrien de Pauger, un assistente ingegnere, di fare una pianta della nuova città nel 1720. Nel 1721 Bienville intitolò la nuova città come la Nouvelle Orléans in onore del Duca di Orléans, il principe reggente. La Nouvelle Orléans divenne capitale della colonia nel 1723.
Nel 1725 Bienville fu richiamato in Francia. Ritornò in Louisiana nel 1733 dove divenne ancora governatore. Tra il 1733 e il 1740 Bienville dovette affrontare l'aggressività delle tribù nativo-americane dei Chickasaw, dai quali venne sconfitto per ben due volte.
Deluso dalle campagne fallimentari contro i nativi, Bienville richiese che il suo posto di governatore fosse rilevato. Nel 1743 ritornò in Francia. Bienville in Francia fece quello che poté per aiutare la colonia e, dopo la guerra franco-indiana, tentò di evitare la cessione della colonia alla Spagna. Morì nel 1767.